# Mots encreuats
Els mots encreuats són un passatemps que combinen l'aspecte visual d'un trencaclosques (s'ha d'omplir un enreixat) amb el funcionament del joc de mots. Es tracta de completar un tauler amb els mots definits, directament o amb pistes, de manera que encaixin els uns amb els altres. El domini del vocabulari és essencial per endevinar les paraules amagades.
El tauler pot ser quadrat, amb quadres negres que separen les paraules, o seguir formes i dibuixos de caràcter més lúdic. Els mots encreuats apareixen en les revistes d'entreteniment i en la majoria de diaris.

## Història
El 1980 es va trobar a les runes de Pompeia el més antic quadrat sator, es tracta d'un joc amb palíndroms que feia servir un sistema similar al dels mots encreuats (encara que utilitzava l'escriptura bustrofèdica).
La frase "mots encreuats" va ser escrita per primera vegada el 1862 per la revista juvenil Our Young Folks als Estats Units. El 1873, a la revista St. Nicholas, un tal Hyperion va començar a publicar els «Double Diamond Puzzles» (Trencaclosques de Doble Diamant), que eren una mena de mots encreuats on no es proporcionaven els quadrets, sinó que l'usuari havia de entrellaçar les paraules per si mateix, en un paper a part. Segurament va seguir publicant aquests mots encreuats durant diversos anys.
El 14 de setembre de 1890, en la revista italiana Il Secolo Illustrato della Doménica Giuseppe Airoldi es va publicar un altre tipus de mots encreuats, basat en el Quadrat Sator (aquest cop substituint el llatí per l'italià), i titulat «Per il tempo passare» ('Per passar el temps'). Es tractava d'una graella de quatre per quatre lletres, sense quadrets ombrejats. Incloïa «pistes» per trobar les paraules horitzontals i verticals, que corresponien a les paraules ripa, oder, sera, amen y rosa, idem, pere, aran. No va tenir cap èxit, així que no va tornar a publicar-ne cap nova versió.
Els mots encreuats a Anglaterra durant el segle xix eren més aviat bàsics, aparentment basats en el quadrat de paraules, un grup de paraules disposades de manera que les lletres es llegeixen igual en vertical i en horitzontal, i s'imprimien en llibres de passatemps per a infants i en diverses publicacions periòdiques.

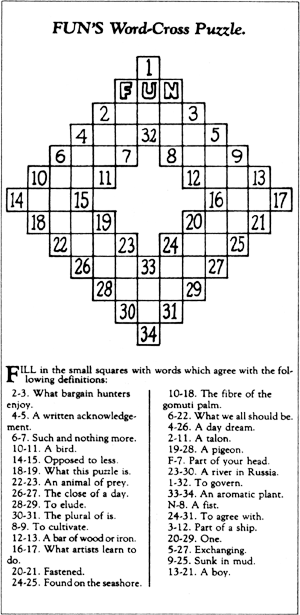
Recreació del mots encreuats original d'Arthur Wynne de 1913

El 21 de desembre de 1913, Arthur Wynne, un periodista immigrant de Liverpool (Anglaterra), va publicar al diari New York World (Estats Units) un passatemps anomenat «word-cross» ('paraula creu'), que es diu sovint que fou el primer mots encreuats, i Wynne que és l'inventor d'aquest. Més tard, un il·lustrador va canviar el nom de "word-cross" ('creu de mots) pel de "crossword" ('Mots encreuats').
Els mots encreuats es van convertir en un article setmanal habitual del New York World, i es van estendre a altres diaris; el Pittsburgh Press, per exemple, ja als publicava l'any 1916 i el Boston Globe el 1917.
Els primers mots encreuats en català daten del 25 de juliol de 1925, i es van publicar a la plana 247 del nombre 186 (any IV) de la revista infantil Virolet, que apareixia com a suplement de la revista En Patufet. Eren uns mots encreuats anònims, titulats 'mots creuats' amb una graella de set quadrícules verticals i set d'horitzontals, acompanyada d'unes instruccions d'ús.
En la dècada de 1920, el fenomen dels mots encreuats començava a fer-se notar. L'octubre de 1922, els diaris van publicar una tira còmica de Clare Briggs titulada "Pel·lícula d'un home fent mots encreuats". En el primer número de The New Yorker, publicat el 1925, la secció "Jottings About Town" escrivia: "A jutjar pel nombre de persones que resolen els mots encreuats al metro i als trens de la línia "L", els mots encreuats està destinat a convertir-se en una moda entre els novaiorquesos". En 1925, la Biblioteca Pública de Nova York va informar que "l'última moda que afecta les biblioteques és el mots encreuat ", i es va queixar que quan "els 'aficionats' als mots encreuats pul·lulen pels diccionaris i enciclopèdies per espantar els lectors i estudiants que necessiten aquests llibres en el seu treball diari,¿pot haver algun dubte sobre el deure de la Biblioteca de protegir als seus legítims lectors?".
El primer llibre de mots encreuats va ser publicat per l'editorial Simon & Schuster l'any 1924, després d'un suggeriment que li va fer la tieta del cofundador Richard Simon. L'editorial es va mostrar inicialment escèptica sobre l'èxit del llibre, i només va imprimir una petita sèrie inicial. El llibre es va promocionar amb un llapis inclòs, i va a ser un èxit instantani, fent que els mots encreuats es convertissin en una moda el 1924. Per ajudar a promocionar els seus llibres, Simon & Schuster també van fundar l'Amateur Cross Word Puzzle League of America ('Lliga Amateur de Mots encreuats d'Amèrica'), que va iniciar el procés de desenvolupament de normes per al disseny dels mots encreuats.
El terme "crossword" ('mots encreuats' en anglès) va aparèixer per primera cop a Oxford English Dictionary l'any 1933.

### Rècords
Segons el Guinness World Records, el 15 de maig de 2007, el major creador de mots encreuats és Roger Squires de Ironbridge, Shropshire, Regne Unit. El 14 de maig de 2007, va publicar el seu mots encreuats número 66.666, equivalent a 2 milions de paraules. És un dels quatre creadors que han proporcionat mots encreuats a The Times, The Daily Telegraph, The Guardian, Financial Times i The Independent. També té el rècord de la paraula més llarga mai utilitzada en uns mots encreuats publicat: la ciutat gal·lesa de 58 lletres Llanfairpwllgwyngyllgogerychwyrndrobwllllantysiliogogogoch.